# Pilea nipensis
Pilea nipensis är en nässelväxtart som beskrevs av Ignatz Urban. Pilea nipensis ingår i släktet pileor, och familjen nässelväxter. Inga underarter finns listade i Catalogue of Life.